# کاپا دوپیکر
کاپا دوپیکر یک ستاره است که در صورت فلکی دوپیکر قرار دارد.